# Domokos Bölöni
Domokos Bölöni(n. Daia, 11 de agosto de 1946) escritor y periodista rumano magyar.
Tras diplomarse en Târnăveni, estudió el comportamiento de la lengua húngara rumana en Târgu Mureş. Ha trabajado como profesor en Corund y como periodista en Népújság. Está casado y tiene tres hijos y tres nietos.

## Obra
- Hullámok boldogsága (1980)
- A szárnyas ember, Bucareșt, (1986)
- Harangoznak Rossz Pistának, Marosvásárhely, (1992)
- Egek, harmatozzatok!,  ( 1995)
- Bot és fapénz (1999)
- A próféták elhallgattak (2002)
- A nevető gödör (2004)
- Jézus megcibálja Pricskili Dungónak a fülét (2006)
- Széles utcán jár a bánat (2007)
- Elindult a hagymalé (2009)
- Micsobur reinkarnációja (2010)
- Küküllőmadár (2011)

## Premios
- Premio de Igaz Szó (1985)
- Premio de Magyar Napló Önismeret az ezredfordulón (1988)
- Premio de Látó (1992)